# The Crown Jewels EP
The Crown Jewels EP es el primer extended play de la cantautora británica Marina and the Diamonds. El álbum incluye tres canciones y una remezcla del primer tema, «I Am Not a Robot». Fue lanzado el 1 de junio de 2009 por los sellos discográficos Neon Gold Records y 679 Recordings.

## Lista de canciones
| The Crown Jewels EP |                                               |          |  |
| N.º                 | Título                                        | Duración |  |
| 1.                  | «I Am Not a Robot»                            | 3:14     |  |
| 2.                  | «Seventeen»                                   | 3:05     |  |
| 3.                  | «Simplify»                                    | 2:26     |  |
| 4.                  | «I Am Not a Robot» (Starsmith 24 Carat Remix) | 4:22     |  |
| 9:53                |                                               |          |  |